# ATOM RPG
ATOM RPG — компьютерная игра в жанре RPG, действие которой происходит на территории СССР в альтернативном мире после ядерной войны. Игра была разработана и издана независимой студией Atom Team. Выход игры состоялся 19 декабря 2018 года через интернет-сервис цифровой дистрибуции Steam сначала только для игровых платформ Windows, macOS и Linux. 29 мая 2020 года состоялся релиз игры для операционной системы iOS, а 15 августа этого же года — для Android.

## Описание
Действие игры происходит в альтернативном постъядерном мире в неназванной части бывшего СССР (предположительно, в европейской части). Во вселенной игры в 1986 году между СССР и США разразилась ядерная война. Игрок управляет рядовым членом тайной организации ATOM, пережившей ядерную войну и скрытно наблюдающей за окружающим миром. В 2005 году руководство АТОМ направило Кадета, главного героя игры, на поиск экспедиции генерала Морозова, которая отправилась за ценными технологиями, но связь с ней прервалась. На общей карте персонаж игрока может свободно перемещаться между локациями игры, крупнейшие из которых — городок Краснознамённый, руководство которого стремится воспроизвести довоенные советские реалии, и посёлок торговцев Перегон. На общей карте персонаж может столкнуться с животными-мутантами, торговыми караванами, группами сталкеров, разбойников, работорговцев, адептов «деструктивных сект», а также посетить случайные локации.
Система развития персонажа наиболее близка к системе SPECIAL (Fallout). Основные параметры (основные характеристики) устанавливаются при создании персонажа, и ограниченные возможности их небольшого повышения появляются только на поздних стадиях игры. За выполнение определённых действий персонаж получает очки опыта, количество которых определяет переход на следующий уровень, при переходе начисляются очки навыков, которыми можно повышать уровень владения различными видами оружия, технологий и социальных навыков, и очки умений, которые можно тратить на специальные умения.
Диалоговая система допускает несколько вариантов ответа персонажа, выбираемых игроком. Некоторые возможности диалогов открываются только при соответствии необходимым уровням характеристик и навыков (высокий уровень характеристики «Сила» для запугивания, высокий уровень навыка «Общение» для убеждения).
Боевая система пошаговая, перемещение в бою происходит по квадратным (Wasteland 2), не шестиугольным (Fallout) клеткам. Порядок ходов Кадета, его союзников и противников определяется показателем последовательности. Количество очков действий зависит от уровня основной характеристики «Ловкость». Прицельные и специальные (например, стрельба очередью) удары, как правило, требуют больше очков действий, перезарядка оружия и доступ к инвентарю также отнимают очки действий.
В числе игр, повлиявших на ATOM RPG, называют Fallout, Wasteland, System Shock, Deus Ex, Baldur’s Gate.

## Разработка
Игру создавала международная группа разработчиков Atom Team. В раннем доступе игра появилась в 2017 году. Версия 1.0 была выпущена в декабре 2018 года.
31 августа 2020 разработчики сообщили о выходе игры на приставке Nintendo Switch 4 сентября 2020, а в ближайшее время будут готовить выход игры на консолях Xbox One и PlayStation 4.

## Продолжение
ATOM RPG: Trudograd — игра от тех же разработчиков, выпущенная 13 сентября 2021 года. Действие Trudograd разворачивается через два года после ATOM RPG в городе под названием Трудоград.